# Boucheron
Boucheron er et fransk smykke- og urfirma grundlagt af Frédéric Boucheron i 1858. De har også produceret parfume siden 1988.
I 1893 flyttede han sin butik til Place Vendôme i Paris, hvor de stadig driver forretning. I dag er der 34 Boucheron-butikker verden over og adskillige detailhandlere.